# Sabinilo (senador)
Sabinilo (em latim: Sabinillus) foi um senador romano do final do século III. Quase nada se sabe sobre ele, exceto que era discípulo do filósofo neoplatônico Plotino e aparentado com o também filósofo neoplatônico Porfírio de Tiro. É possível que este Sabinilo seja o cônsul homônimo de 266.